# Lophospiridae
De Lophospiridae zijn een familie van uitgestorven weekdieren uit de klasse van de Gastropoda (slakken).

## Geslacht
- † Worthenia de Koninck, 1883